# Eugalta dravida
Eugalta dravida là một loài tò vò trong họ Ichneumonidae.